# Coisy
Coisy est une commune française située dans le département de la Somme, en région Hauts-de-France.

## Géographie

### Localisation
Coisy est un village picard de l'Amiénois.
Limitrophe de Villers-Bocage, la localité est située à 8 km au nord d'Amiens, 10 km au nord-est d'Ailly-sur-Somme, 14 km au nord-ouest de Corbie, 38 km au sud-est d'Abbeville et à 49 km au sud-ouest d'Arras, à vol d'oiseau.
Le territoire de la commune est limitrophe de ceux de quatre communes.
Les communes limitrophes sont  Cardonnette, Poulainville, Rainneville et Villers-Bocage.

### Géologie et relief
Le territoire, au nord, comprend 380 ha formant un dépôt argileux épais de 3 à 7 mètres, reposant sur une couche de terre glaise qui contient de gros cailloux de couleur brune ou noirâtre. Au-dessous de cette glaise, paraît la couche de craie blanche, compacte, homogène, parsemée de nœuds avec des silex horizontaux en rognons et en plaques. À l'est, au sud et au sud-ouest, sur une étendue de 192 ha, la craie blanche proprement dite constitue les versants des collines qui ondulent cette partie du territoire.
Les eaux du territoire descendant vers la Somme, les vallons qu'elles ont creusés ont leur direction générale au sud ; ces dépressions sont assez nombreuses et assez profondes pour que le relief du sol de chaque côté du village soit accidenté et présente l'apparence de collines alternant avec des vallons.

### Hydrographie
La commune est située dans le bassin Artois-Picardie. Elle n'est drainée par aucun cours d'eau.
Toute la région crayeuse de l'est-sud-ouest est essentiellement perméable ; le plateau argileux nord, l'est beaucoup moins, mais suffisamment pour absorber les eaux pluviales. Il n'y a pas de sources sur les versants et la nappe phréatique alimentait à la fin du XIXe siècle celles qui se trouvent sur la rive droite de la Somme..
Dans le village, il y avait à cette époque des puits communaux (90 mètres) qui ne tarissaient jamais, et quatre mares publiques alimentées par les eaux pluviales ; ces dernières demeuraient sèches pendant l'été. L'une de ces mares subsiste au XIXe siècle. Empoissonnée par hasard, on y trouve désormais carpes, poissons rouges et blancs, ainsi que Notonectes (punaises aquatiques), des gallinules poules d'eau, grenouilles vertes, Piéride du chou (papillon), canards colvert, Calopteryx virgo (libellules), Vulcains (papillon)... La flore est notamment constituée de d'Iris pseudacorus, Acer pseudoplatanoides, Epilobium hirsutum, Ranunculus acris, Cirsium arvense, Salix alba, Plantago lanceolata, Urtica dioica, Sambucus nigra, Cornus sanguinea.

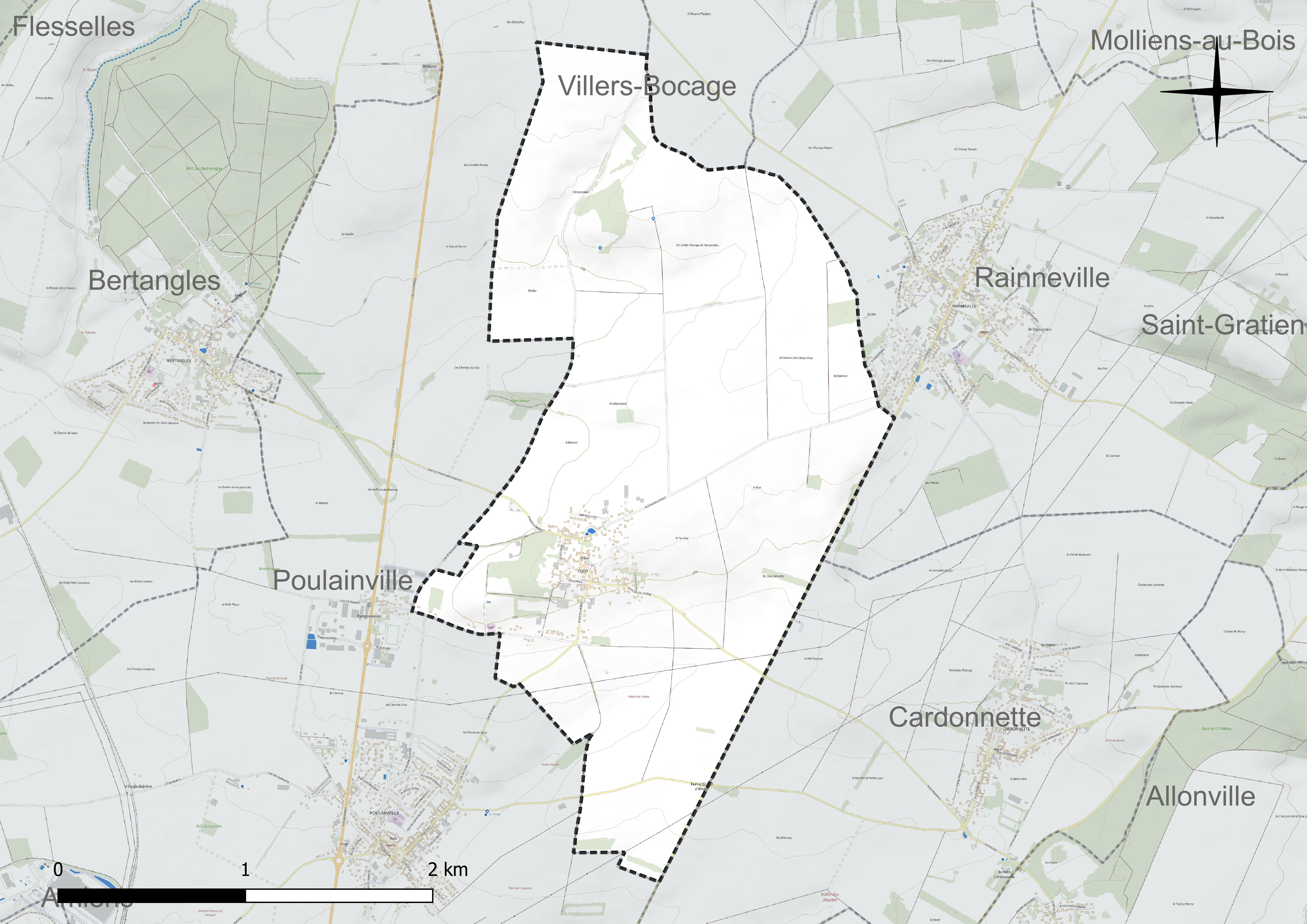
Réseau hydrographique de Coisy.

### Climat
Pour des articles plus généraux, voir Climat des Hauts-de-France et Climat de la Somme.
En 2010, le climat de la commune est de type climat océanique dégradé des plaines du Centre et du Nord, selon une étude du CNRS s'appuyant sur une série de données couvrant la période 1971-2000. En 2020, Météo-France publie une typologie des climats de la France métropolitaine dans laquelle la commune est exposée à un climat océanique et est dans la région climatique Nord-est du bassin Parisien, caractérisée par un ensoleillement médiocre, une pluviométrie moyenne régulièrement répartie au cours de l'année et un hiver froid (3 °C).
Pour la période 1971-2000, la température annuelle moyenne est de 10,1 °C, avec une amplitude thermique annuelle de 13,9 °C. Le cumul annuel moyen de précipitations est de 767 mm, avec 12 jours de précipitations en janvier et 8,5 jours en juillet. Pour la période 1991-2020, la température moyenne annuelle observée sur la station météorologique la plus proche, située sur la commune de Glisy à 10 km à vol d'oiseau, est de 11,1 °C et le cumul annuel moyen de précipitations est de 646,6 mm,. Pour l'avenir, les paramètres climatiques de la commune estimés pour 2050 selon différents scénarios d'émission de gaz à effet de serre sont consultables sur un site dédié publié par Météo-France en novembre 2022.

## Urbanisme

### Typologie
Au 1er janvier 2024, Coisy est catégorisée commune rurale à habitat dispersé, selon la nouvelle grille communale de densité à sept niveaux définie par l'Insee en 2022.
Elle est située hors unité urbaine. Par ailleurs la commune fait partie de l'aire d'attraction d'Amiens, dont elle est une commune de la couronne,. Cette aire, qui regroupe 369 communes, est catégorisée dans les aires de 200 000 à moins de 700 000 habitants,.

### Occupation des sols
L'occupation des sols de la commune, telle qu'elle ressort de la base de données européenne d'occupation biophysique des sols Corine Land Cover (CLC), est marquée par l'importance des territoires agricoles (95,1 % en 2018), une proportion sensiblement équivalente à celle de 1990 (95,8 %). La répartition détaillée en 2018 est la suivante : 
terres arables (94,9 %), zones urbanisées (4,8 %), prairies (0,3 %), zones industrielles ou commerciales et réseaux de communication (0,1 %). L'évolution de l'occupation des sols de la commune et de ses infrastructures peut être observée sur les différentes représentations cartographiques du territoire : la carte de Cassini (XVIIIe siècle), la carte d'état-major (1820-1866) et les cartes ou photos aériennes de l'IGN pour la période actuelle (1950 à aujourd'hui).

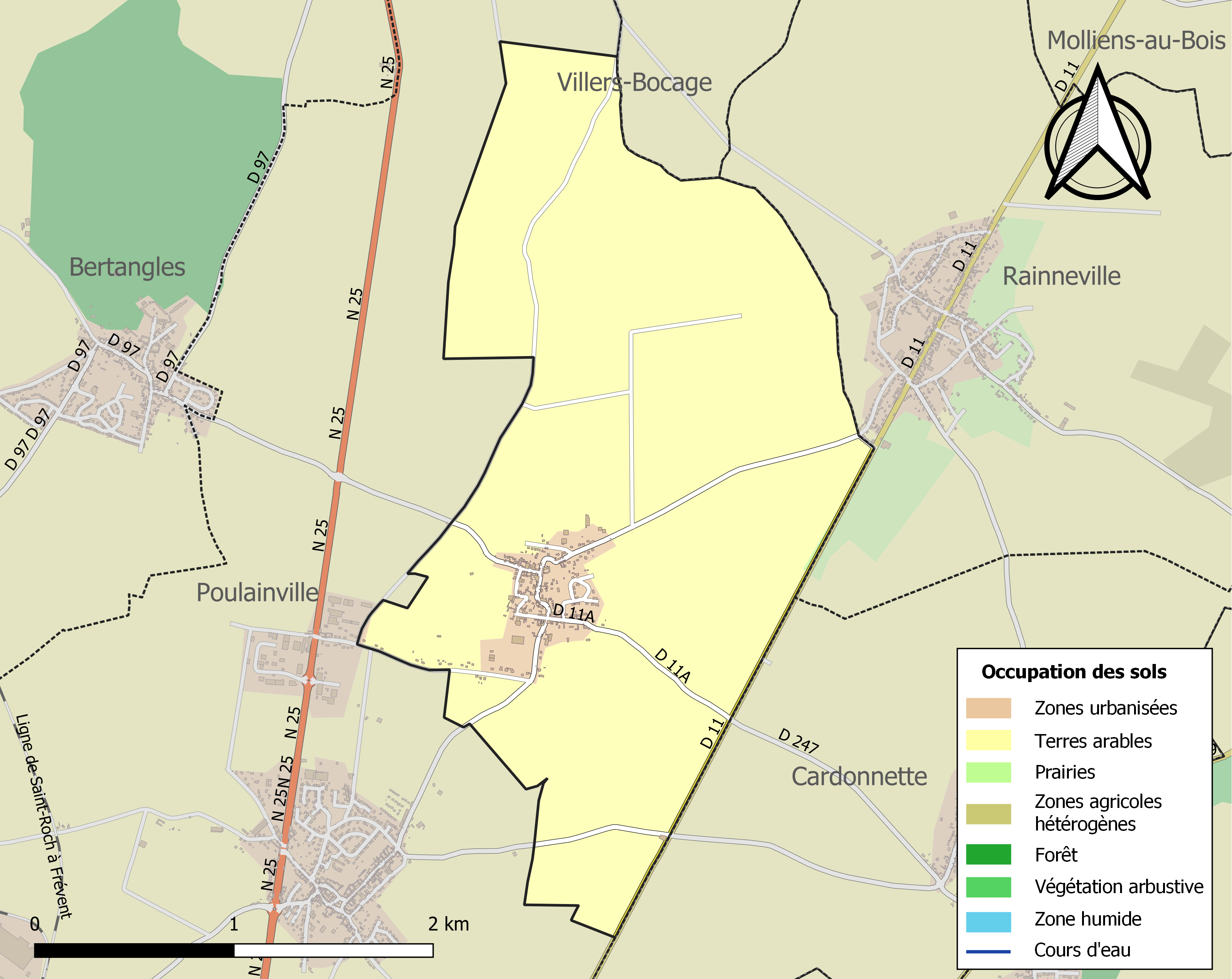
Carte des infrastructures et de l'occupation des sols de la commune en 2018 (CLC).

### Habitat et logement
En 2019, le nombre total de logements dans la commune était de 150, alors qu'il était de 120 en 2014 et de 113 en 2009.
Parmi ces logements, 93 % étaient des résidences principales, 0,7 % des résidences secondaires et 6,3 % des logements vacants. Ces logements étaient pour 100 % d'entre eux des maisons individuelles et pour 0 % des appartements.
Le tableau ci-dessous présente la typologie des logements à Coisy en 2019 en comparaison avec celle de la Somme et de la France entière. Une caractéristique marquante du parc de logements est ainsi une proportion de résidences secondaires et logements occasionnels (0,7 %) inférieure à celle du département (8,3 %) mais supérieure à celle de la France entière (9,7 %). Concernant le statut d'occupation de ces logements, 86,6 % des habitants de la commune sont propriétaires de leur logement (85,8 % en 2014), contre 60,2 % pour la Somme et 57,5 pour la France entière.
| Typologie                                               | Coisy | Somme | France entière |
| ------------------------------------------------------- | ----- | ----- | -------------- |
| Résidences principales (en %)                           | 93    | 83,2  | 82,1           |
| Résidences secondaires et logements occasionnels (en %) | 0,7   | 8,3   | 9,7            |
| Logements vacants (en %)                                | 6,3   | 8,5   | 8,2            |

### Voies de communication et transports
Le territoire est limité à l'est par la RD 11, qui relie Amiens à Arras, et est aisément accessible depuis la RN 25 (Amiens - Doullens)
En 2019, la localité est desservie par la ligne d'autocars no 23 (Doullens - Beauquesne - Amiens) du réseau Trans'80, Hauts-de-France, tous les jours sauf le dimanche et les jours fériés.

## Toponymie
Le plus ancien document qui fasse mention de Coisy est une charte de Thierry, évêque d'Amiens, de l'année 1156 sous la forme Choisi ; puis sous les formes Chosi en 1246 ; Coisi en 1246 ; Coisy en 1300 ; Choisy en 1579 ; Quoissy en 1634 ; Coissy en 1707 ; Quoisy en 1710 ; Coizy en 1730 ; Croissy en 1764 ; Quoisi en 1787.

## Histoire
Deux haches en silex, l'une taillée et l'autre polie, sont les seuls objets de l'époque celtique trouvés sur le territoire.
La période gallo-romaine est matérialisée par la voie romaine d'Amiens à Arras, et par celle de Corbie à Picquigny, dite « chemin de Périot », qui est une voie secondaire.
Au hameau de Flesseroles (cité en 1156), se trouvait un prieuré relevant de l'abbaye d'Anchin.
En 1570, à la suite de l'interdiction de faire  des « prêches » de l'église réformée dans la ville d'Amiens, les assemblées protestantes se tiennent « hors les murs ». En 1581 et 1583, elles sont même interdites à Allonville et Picquigny. À cette époque, des assemblées du culte protestant se tiennent à Coisy. Comme dans d'autres villages du secteur, un temple réformé est édifié à partir des années 1830.
Les caractéristiques topographiques de la commune et sa proximité de l'agglomération d'Amiens ont amené la R.T.F. (Radiodiffusion-Télévision Française) à choisir Coisy à la fin des années 50 pour y installer un émetteur provisoire de télévision de faible puissance. Il desservait Amiens et ses environs jusqu'à l'achèvement et la mise en service du grand centre émetteur régional de Bouvigny-Boyeffles (Pas-de-Calais) en 1960.

## Politique et administration

### Rattachements administratifs et électoraux
Rattachements administratifs
La commune se trouve  dans l'arrondissement d'Amiens du département de la Somme.
Elle faisait partie  du canton de Villers-Bocage. Dans le cadre du redécoupage cantonal de 2014 en France, cette circonscription administrative territoriale a disparu, et le canton n'est plus qu'une circonscription électorale.
Rattachements électoraux
Pour les élections départementales, la commune fait partie depuis 2014 du canton d'Amiens-2
Pour l'élection des députés, elle fait partie de la quatrième circonscription de la Somme.

### Intercommunalité
Coisy était membre de la communauté de communes Bocage Hallue, un établissement public de coopération intercommunale (EPCI) à fiscalité propre créé fin 1999 et auquel la commune avait transféré un certain nombre de ses compétences, dans les conditions déterminées par le code général des collectivités territoriales.
Dans le cadre des dispositions de la loi portant nouvelle organisation territoriale de la République du 7 août 2015, qui prévoit que les établissements publics de coopération intercommunale (EPCI) à fiscalité propre doivent avoir un minimum de 15 000 habitants, cette intercommunalité a fusionné avec ses voisines pour former, le 1er janvier 2017, la communauté de communes du Territoire Nord Picardie, dont Coisy est désormais membre.
Toutefois, la commune souhaite dès 2019 quitter le Territoire Nord Picardie pour rejoindre la communauté d'agglomération Amiens Métropole,. En 2022, le conseil communautaire du Territoire Nord Picardie refuse ce transfert.

### Liste des maires
| Période                                  | Période                      | Identité              | Étiquette | Qualité |
| ---------------------------------------- | ---------------------------- | --------------------- | --------- | --- |
| Les données manquantes sont à compléter. |                              |                       |           | |
| mars 1977                                | En cours (au 8 octobre 2020) | M. Claude Deflesselle | MoDem     | Professeur de collège retraité Président de la CC Bocage Hallue (2008 → 2016) Vice-président de la CC du Territoire Nord Picardie (2017 → 2020) Réélu pour le mandat 2020-2026, |

## Équipements et services publics
Une salle polyvalente a été aménagée en 2022 dans l'ancienne école communale, désaffectée depuis une dizaine d'années et agrandie et rénovée à cette occasion.

### Enseignement
Les enfants de la commune sont scolarisés avec ceux de Rainneville, Cardonnette et de Molliens-au-bois dans le cadre d'un regroupement pédagogique concentré qui se trouve à Raineville.
Le village accueille depuis la rentrée 2015 une école Montessori qui, en 2018, scolarise 26 enfants âgés de 2 ans et demi à 12 ans

### Justice, sécurité, secours et défense
Un dispositif de vidéosurveillance l'espace public a été installé en 2021.

## Population et société

### Démographie
L'évolution du nombre d'habitants est connue à travers les recensements de la population effectués dans la commune depuis 1793. Pour les communes de moins de 10 000 habitants, une enquête de recensement portant sur toute la population est réalisée tous les cinq ans, les populations de référence des années intermédiaires étant quant à elles estimées par interpolation ou extrapolation. Pour la commune, le premier recensement exhaustif entrant dans le cadre du nouveau dispositif a été réalisé en 2008.

En 2022, la commune comptait 381 habitants, en évolution de +15,11 % par rapport à 2016 (Somme : −1,26 %, France hors Mayotte : +2,11 %).
| 1793 | 1800 | 1806 | 1821 | 1831 | 1836 | 1841 | 1846 | 1851 |
| ---- | ---- | ---- | ---- | ---- | ---- | ---- | ---- | ---- |
| 392  | 320  | 491  | 500  | 542  | 583  | 586  | 601  | 573  |

| 1856 | 1861 | 1866 | 1872 | 1876 | 1881 | 1886 | 1891 | 1896 |
| ---- | ---- | ---- | ---- | ---- | ---- | ---- | ---- | ---- |
| 533  | 485  | 454  | 394  | 364  | 341  | 340  | 308  | 284  |

| 1901 | 1906 | 1911 | 1921 | 1926 | 1931 | 1936 | 1946 | 1954 |
| ---- | ---- | ---- | ---- | ---- | ---- | ---- | ---- | ---- |
| 273  | 248  | 235  | 226  | 206  | 201  | 190  | 181  | 196  |

| 1962 | 1968 | 1975 | 1982 | 1990 | 1999 | 2006 | 2008 | 2013 |
| ---- | ---- | ---- | ---- | ---- | ---- | ---- | ---- | ---- |
| 183  | 196  | 175  | 184  | 226  | 246  | 279  | 288  | 310  |

| 2018 | 2022 | - | - | - | - | - | - | - |
| ---- | ---- | - | - | - | - | - | - | - |
| 348  | 381  | - | - | - | - | - | - | - |

## Culture locale et patrimoine

### Lieux et monuments
- Église Notre-Dame, construite en 1854 à l'emplacement de l'ancienne, l'église Notre-Dame est de style néo-gothique (première de ce style dans la région) édifiée suivant les plans de l'architecte Victor Delefortrie.

- Chapelle dédiée à la Vierge : 
À l'entrée du village, en venant de Bertangles, elle est également de style néo-gothique et renferme trois personnages sculptés en ronde-bosse[35].

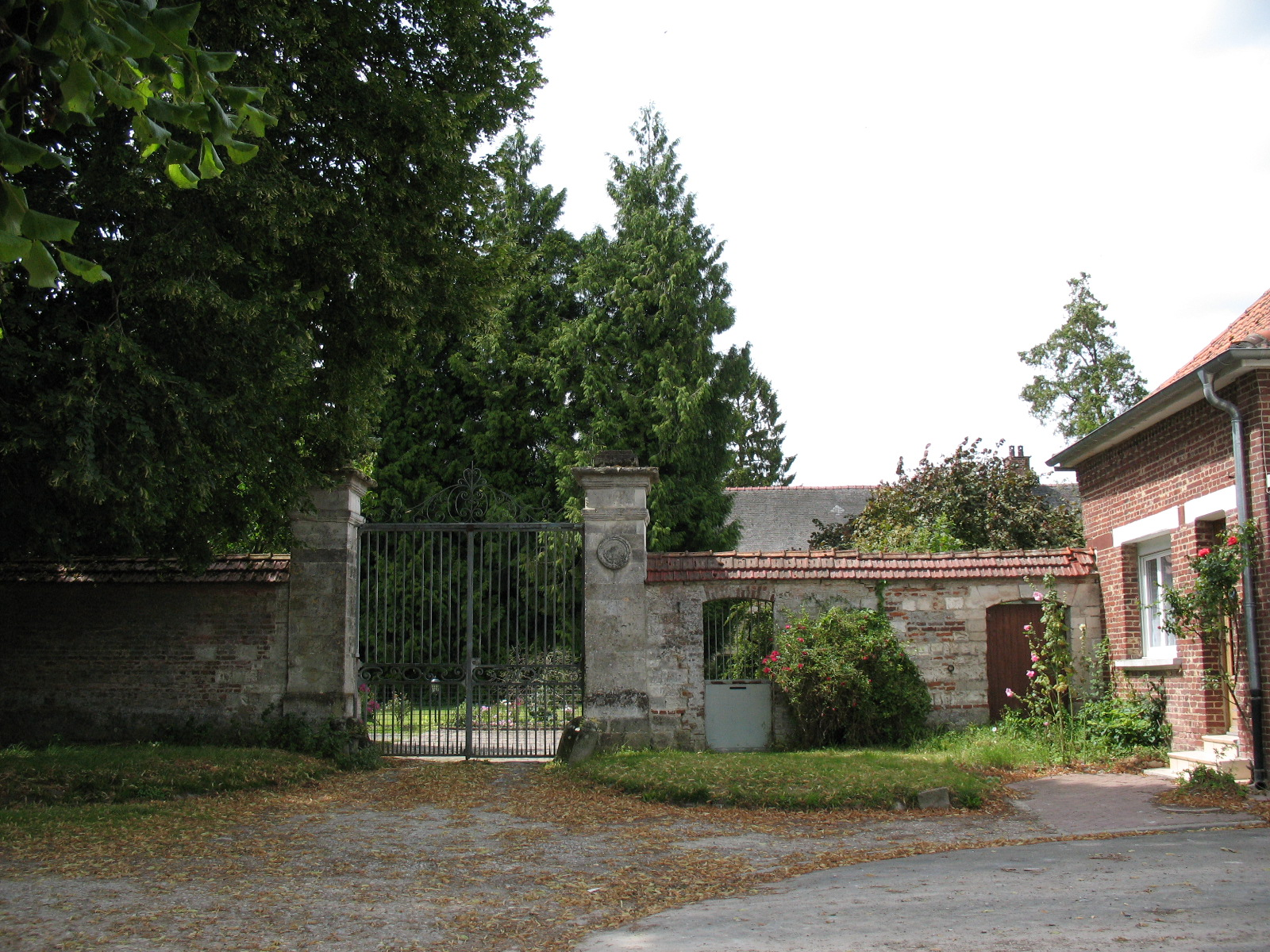
Entrée principale de l'ancien château de Coisy.

- L'ancien château, probablement édifié par la famille de Saveuse, au début du XVIIe siècle.

L'ensemble comportait un corps de bâtiment principal orienté nord-sud et flanqué à chacune de ses ailes de deux pavillons symétriquement répartis de part et d'autre ; l'ensemble présentant, vu en plan, la forme d'un H. La façade et les pavillons du côté ouest étaient en pierre de taille, alors que les pavillons et la façade est étaient en brique. Au centre de chacune des façades, on accédait au rez-de-chaussée par un escalier en grès.
Sur la façade est, la cour était desservie par trois grandes ouvertures, dont la principale ouvrait vers l'église et le village. Un corps de garde se dressait près de cette entrée ; de l'autre côté se dressait un bâtiment commun à usage du personnel, à des écuries et des remises.
Ce château a été démoli et remplacé par un simple pavillon. Du château originel, il ne subsiste que les deux piliers encadrant l'entrée principale, la porte piétonne et des éléments du mur d'enceinte.
- La mairie, aménagée dans l'ancien presbytère. Le ,jardin du curé est aménagé comme parc de jeux d'enfants. L'ancienne mairie-école construite en 1884 est désormais un logement communal[25]

### Personnalités liées à la commune
- Charles de Gontaut-Biron, maréchal,  y séjourne en 1597, avec ses troupes, pour participer avec Henri IV au siège d'Amiens occupée par les Espagnols.
- Manon Lescaut, héroïne du roman de l'abbé Antoine François Prévost d'Exiles, serait originaire de Coisy. Cette origine hypothétique, fondée sur l'existence de son patronyme à Coisy à la fin du XVIIe siècle et sur le trajet du coche d'Arras, l'amenant à Amiens, a été considérée comme suffisamment probante pour amener la municipalité à donner le nom de Manon-Lescaut à une rue de Coisy.

#### Seigneurie

##### Anciens seigneurs
- Arnoult de Coisi, chevalier, mort avant 1182, frère de :
  - Jean de Choisi, époux de Flandrine.
    - Bureau de la Rivière, chambellan et favori de Charles V, puis de Charles VI, décédé le 16 août 1400.

Famille de Chatillon
- Jacques de Chatillon-Dampierre, amiral de France, né vers 1365, mort à Azincourt le 25 octobre 1415, épouse Jeanne de la Rivière, fille de Bureau de La Rivière,
  - Valeran Chatillon-Dampierre, décédé en 1473, époux de Jehanne de Saveuse, fille de Bon de Saveuse.

Famille de Saveuse
- Louis de Saveuse, seigneur de Lozinghem et de Coisy,
  - Josse de Saveuse, seigneur de Bougainville, Cardonnette et Coisy en 1607, 1er capitaine au régiment de Picardie en 1579, époux de Suzanne d'Acheux, 
    - Antoine de Saveuse, chevalier, seigneur de Coisy en 1622,
      - François de Saveuse, chevalier, seigneur de Coisy en 1652,
        - Louise Charlotte de Saveuse, née en 1665, épouse Philippe de Montmorency en 1694.

Famille de Vaudémont
- Marie-Joseph de Lorraine-Elbœuf, prince de Vaudémont, colonel d'un régiment de dragons en 1785, épouse Louise de Montmorency, devenant ainsi seigneur de Coisy. Ayant émigré, ses 216 hectares 89 ares de terres et de bois de la seigneurie, sont vendus comme biens nationaux[37].